# Šmartno pri Litiji
Šmartno pri Litiji est une commune située dans la région de Basse-Carniole en Slovénie non loin de la capitale Ljubljana. 

## Géographie

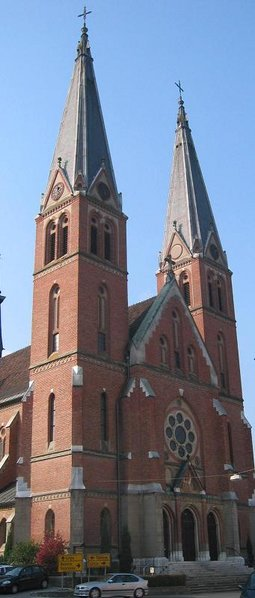
Église St-Martin de Šmartno pri Litiji.

La commune est située dans la banlieue de la capitale Ljubljana. Son nom, qui pourrait se traduire par Šmartno sur Litija, provient de Saint-Martin et du mot Litija qui signifie « lit de la rivière ». La commune est en effet traversée par la rivière Save.

### Villages
Les localités qui constituent la commune sont Bogenšperk, Bukovica pri Litiji, Cerovica, Črni Potok, Dolnji Vrh, Dragovšek, Dvor, Gornji Vrh, Gozd-Reka, Gradišče pri Litiji, Gradišče, Gradiške Laze, Jablaniške Laze, Jablaniški Potok, Jastrebnik, Javorje, Jelša, Ježce, Ježni Vrh, Kamni Vrh pri Primskovem, Koške Poljane, Leskovica pri Šmartnem, Liberga, Lupinica, Mala Kostrevnica, Mala Štanga, Mihelca, Mišji Dol, Mulhe, Obla Gorica, Podroje, Poljane pri Primskovem, Preska nad Kostrevnico, Primskovo, Račica, Razbore, Riharjevec, Selšek, Sevno, Spodnja Jablanica, Stara Gora pri Velikem Gabru, Ščit, Šmartno pri Litiji, Štangarske Poljane, Velika Kostrevnica, Velika Štanga, Vinji Vrh, Vintarjevec, Višnji Grm, Volčja Jama, Vrata, Zagrič, Zavrstnik et Zgornja Jablanica.

## Démographie
La commune n'existe que depuis 2003. Entre 2003 et 2021, la population de la commune a légèrement augmenté jusqu'à dépasser les 5 500 habitants,.
Évolution démographique
| 2003  | 2004  | 2005  | 2006  | 2007  | 2008  | 2009  | 2010  | 2011  |
| ----- | ----- | ----- | ----- | ----- | ----- | ----- | ----- | ----- |
| 5 175 | 5 202 | 5 209 | 5 228 | 5 266 | 5 284 | 5 419 | 5 391 | 5 446 |
| 2012  | 2013  | 2014  | 2015  | 2016  | 2017  | 2018  | 2019  | 2020  |
| 5 472 | 5 522 | 5 476 | 5 498 | 5 515 | 5 545 | 5 565 | 5 603 | 5 642 |
| 2021  |       |       |       |       |       |       |       |       |
| 5 661 |       |       |       |       |       |       |       |       |

## Personnalités célèbres
- Slavko Grum (1901-1949)
- Ferdo Tomazzin (1869-1937)
- Ivan Bartl (1860-1900)
- Davorin Hostnik (1853-1927)